# NGC 1112
NGC 1112 је спирална галаксија у сазвежђу Ован која се налази на NGC листи објеката дубоког неба.
Деклинација објекта је + 13° 13' 25" а ректасцензија 2h 49m 0,4s. Привидна величина (магнитуда) објекта NGC 1112 износи 13,9 а фотографска магнитуда 14,6. NGC 1112 је још познат и под ознакама IC 1852, UGC 2293, MCG 2-8-11, CGCG 440-15, IRAS 02462+1301, PGC 10660.